# Дивинченцо, Джози
Джо́зи ДиВинче́нцо (англ. Josie DiVincenzo; 13 декабря 1959, Буффало, Нью-Йорк, США) — американская актриса

, художница, арт-директор и преподаватель по актёрскому мастерству.

## Биография и карьера
Джози ДиВинченцо родилась 13 декабря 1959 года на севере города Буффало (штат Нью-Йорк, США). К четырём годам она уже играла в театре. Совмещала учёбу с карьерой, обучаясь в гимназии, SUNY Fredonia, где получила степень бакалавра в области театра, и Университете Южной Калифорнии, получив степень в драме.
Джози продолжала активно работать в Лос-Анджелесе, где она играла во многих известных пьесах, а также сыграла более чем 30 гостевых ролей в известных телевизионных шоу, таких как «Дурман», «24 часа», «C.S.I.: Место преступления», «Отчаянные домохозяйки», «Полиция Нью-Йорка», а также появилась в фильме «Сорвиголова».

## Избранная фильмография
| Год       |   | Русское название                    | Оригинальное название          | Роль                        |
| --------- | - | ----------------------------------- | ------------------------------ | --------------------------- |
| 1991—2009 | с | Молодые и дерзкие                   | The Young and the Restless     | Венди / Женщина-полицейский |
| 1995      | с | Космос: Далёкие уголки              | Space: Above and Beyond        | Лейтенант Писарек           |
| 1996      | с | Друзья                              | Friends                        | Татуировщица                |
| 1997      | с | Главный госпиталь                   | General Hospital               | Эйнджел                     |
| 1997      | с | Скорая помощь                       | ER                             | Кристин Джеффри             |
| 1999      | с | Справедливая Эми                    | Judging Amy                    | Сандра Вочи                 |
| 1999—2000 | с | Беверли-Хиллз, 90210                | Beverly Hills, 90210           | Пия Суонсон                 |
| 2000      | с | Детектив Нэш Бриджес                | Nash Bridges                   | Дайана Скейлс               |
| 2001      | с | Провиденс                           | Providence                     | Сара                        |
| 2002      | с | Полиция Нью-Йорка                   | NYPD Blue                      | Анжела Стокс                |
| 2003      | ф | Сорвиголова                         | Daredevil                      | Джози                       |
| 2006      | с | 24 часа                             | 24                             | Мара Тайлер                 |
| 2006      | с | C.S.I.: Место преступления Нью-Йорк | CSI: NY                        | Кэндес Бродбент             |
| 2006—2009 | с | C.S.I.: Место преступления          | CSI: Crime Scene Investigation | Официантка / Репортёр № 2   |
| 2008      | с | Отчаянные домохозяйки               | Desperte Housewives            | полицейский                 |
| 2009      | с | Саутленд                            | Southland                      | Сержант на ресепшене        |
| 2010      | с | Дурман                              | Weeds                          | Женщина в очереди           |
| 2017      | ф | Маршалл                             | Marshall                       | Рути                        |